# Гречановка (Гадячский район)
Гречановка (укр. Гречанівка) — село,
Гречановский сельский совет,
Гадячский район,
Полтавская область,
Украина.
Код КОАТУУ — 5320482401. Население по переписи 2001 года составляло 392 человека.
Является административным центром Гречановского сельского совета, в который, кроме того, входят сёла
Зелёная Балка,
Николаевка и
Тригубщина.

## Географическое положение
Село Гречановка находится на правом берегу реки Сухая Грунька,
выше по течению на расстоянии в 1,5 км расположено село Николаевка,
на противоположном берегу — село Шматково (Липоводолинский район).

## История
- 1859 — дата основания как села Гречано-Митрофановка.
- 1957 — переименовано в село Гречановка.

## Объекты социальной сферы
- Детский сад «Сонечко».
- Школа І—ІІ ст.

## Достопримечательности
- Братская могила советских воинов.